# المدينة (السبرة)

تعديل مصدري - تعديل

المدينة محلة تابعة لقرية الشاجبة، التابعة لعزلة بلادالشعيبي السفلى بمديرية السبرة إحدى مديريات محافظة إب في الجمهورية اليمنية.، بلغ تعداد سكانها 108 حسب تعداد اليمن لعام 2004.